# Kraftwerk Mühlhof
Das Kraftwerk Mühlhof ist ein in Scheibbs im südwestlichen Niederösterreich an der Erlauf gelegenes, 1894 in Betrieb genommenes historisches Kleinwasserkraftwerk, welches zu den ältesten Kraftwerken in Österreich zählt und unter Denkmalschutz steht.
Die im Stadtzentrum gelegenen Gebäude wurden erstmals urkundlich 1551 als Mühle erwähnt und 1894 zu einem der ersten Laufwasserkraftwerke in Österreich umgebaut. Das einige Jahre nach der Internationalen Elektrischen Ausstellung 1883 in Betrieb genommene Kraftwerk diente zunächst zur Stromversorgung der damals neuartigen elektrischen Straßenbeleuchtung in Scheibbs. Im Jahr 1902 erwarb die Gemeinde das Kraftwerk, der Betrieb wurde nach dem Zweiten Weltkrieg von der NEWAG, der Vorläuferorganisation der EVN fortgeführt, und mit Stand im Jahr 2023 wird die Anlage, nach diversen Modernisierungen in den Jahren 2014 bis 2015, von der EVN AG betrieben.

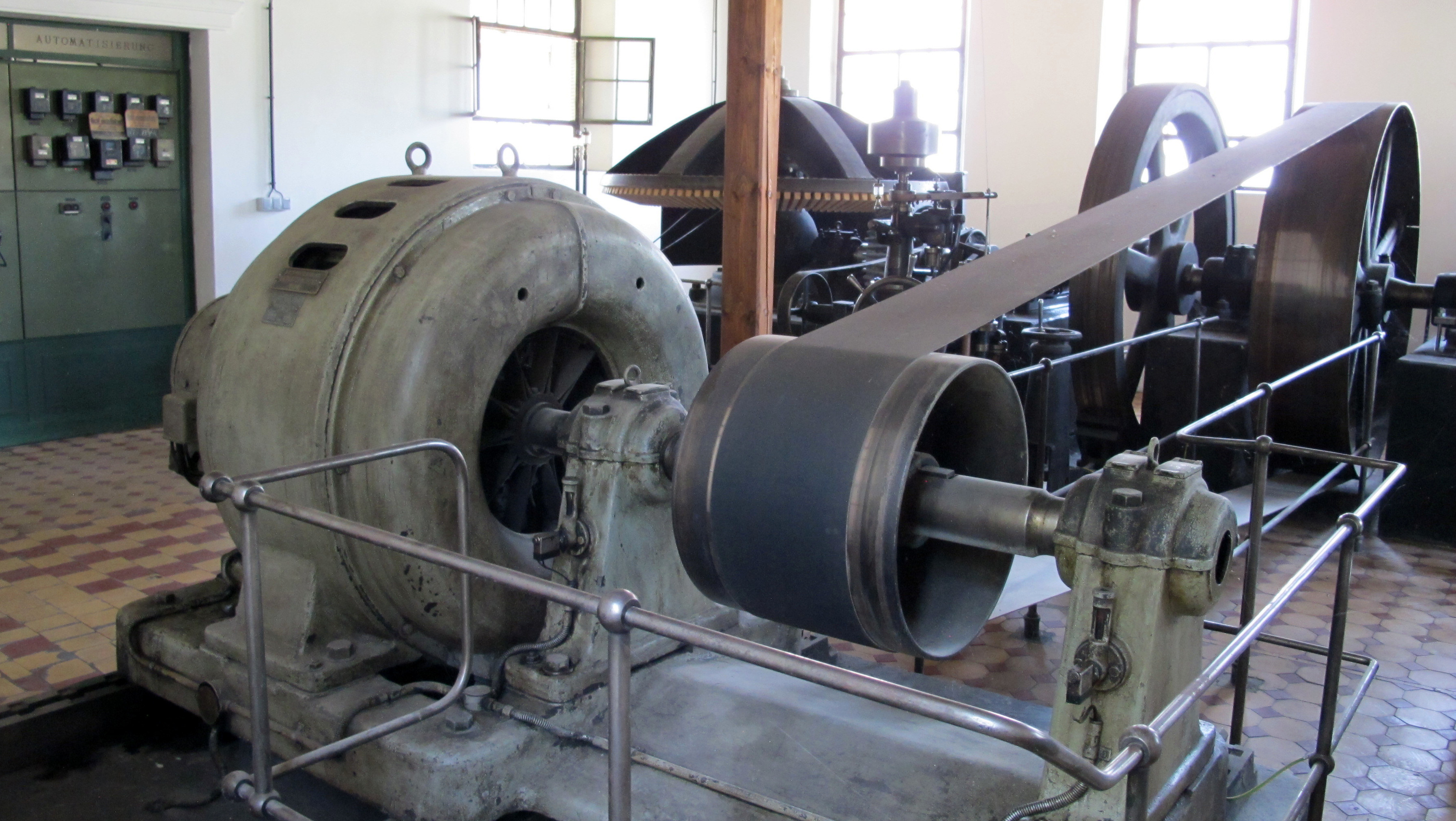
Historischer Generator und Antreibstrang. Im Hintergrund das Kammrad und Drehzahlregler

Die ursprüngliche elektrotechnische Einrichtung kam von der Österreichischen Waffenfabriks-Gesellschaft aus Steyr, nach der Übernahme durch die Gemeinde erfolgte ein Einbau einer Francis-Turbine von der Grazer Maschinenfabrik Andritz Actiengesellschaft, welche gekoppelt mit einem Gleichstromgenerator betrieben wurde. Die installierte Leistung betrug damals ca. 60 kW und versorgte unter anderem Kohlebogenlampen für die öffentliche Beleuchtung. In den Folgejahren wurde zur Überbrückung von Zeiten mit Niedrigwasser in der Erlauf eine Dampfmaschine mit eigenen Generator installiert. Im Jahr 1929 wurde das Kraftwerk um einen Dieselgenerator erweitert und 1930 die Dampfmaschine samt Schornstein abgetragen. Zu der damaligen Zeit gab es noch keine flächendeckende Stromnetze, sondern die Stromversorgung war als sogenanntes Inselnetz ausgeführt. Erst Mitte des 20. Jahrhunderts erfolgte die Integration des Kraftwerks in das neu entstandene überregionale Verbundnetz.
Nach der technischen Erneuerung 2015 liefert das Kraftwerk pro Jahr ca. 1,1 GWh, das entspricht einer durchschnittlichen Leistung von 125 kW. Aufgrund des Denkmalschutzes konnten keine größeren baulichen Veränderungen wie eine Steigerung der Fallhöhe umgesetzt werden. Durch Optimierung des Wirkungsgrades der Turbine und Generators konnte durch die technische Erneuerung die jährliche Energiemenge um 18 % gegenüber der Situation vor dem Umbau gesteigert werden.